# John Alexander Dowie
John Alexander Dowie (ur. 25 maja 1847 w Edynburgu, Szkocja, zm. 9 marca 1907 w Zion, Stany Zjednoczone) – szkocki duchowny protestancki, ewangelista i uzdrowiciel. Założyciel Chrześcijańskiego Katolickiego Kościoła Apostolskiego i miasta Zion.

## Życiorys
Studiował teologię na Uniwersytecie Edynburskim. Wyjechał następnie do Australii, gdzie został w 1870 roku pastorem zboru kongregacjonalistycznego w miejscowości Alma. W 1888 roku przyjechał do Stanów Zjednoczonych. Osiedlił się w Chicago. Zdobył popularność jako ewangelista i uzdrowiciel. W 1896 roku założył Chrześcijański Katolicki Kościół Apostolski. W 1901 roku na brzegu jeziora Michigan założył miasto Zion, w którym zamieszkali członkowie jego kościoła.